# Lijst van voetbalinterlands Bosnië en Herzegovina - Faeröer
Deze lijst van voetbalinterlands is een overzicht van alle officiële voetbalwedstrijden tussen de nationale teams van Bosnië en Herzegovina en Faeröer. De landen speelden tot op heden twee keer tegen elkaar. De eerste ontmoeting, een kwalificatiewedstrijd voor het Europees kampioenschap voetbal 2000, werd gespeeld in Sarajevo op 19 augustus 1998. Het laatste duel, de returnwedstrijd in dezelfde kwalificatiereeks, vond plaats op 9 juni 1999 in Toftir.

## Wedstrijden
| № | Plaats   | Datum            | Competitie           | Wedstrijd                       | Uitslag |
| - | -------- | ---------------- | -------------------- | ------------------------------- | ------- |
| 1 | Sarajevo | 19 augustus 1998 | EK 2000 kwalificatie | Bosnië en Herzegovina – Faeröer | 1 – 0   |
| 2 | Toftir   | 9 juni 1999      | EK 2000 kwalificatie | Faeröer – Bosnië en Herzegovina | 2 – 2   |

## Samenvatting
| Competitie      | Totaal gespeeld | Winst Bosnië en Her. | Gelijk | Winst Faeröer | Doelsaldo Bosnië en Her. – Faeröer |
| --------------- | --------------- | -------------------- | ------ | ------------- | ---------------------------------- |
| EK-kwalificatie | 2               | 1                    | 1      | 0             | 3 − 2                              |
| Totaal          | 2               | 1                    | 1      | 0             | 3 − 2                              |

Wedstrijden bepaald door strafschoppen worden, in lijn met de FIFA, als een gelijkspel gerekend.

## Details

### Eerste ontmoeting
| EK 2000 kwalificatie (Sarajevo, Bosnië en Herzegovina, 19 augustus 1998): |       |         |
| Bosnië en Herzegovina                                                     | 1 – 0 | Faeröer |
| Elvir Baljić 65'                                                          | goals |         |

### Tweede ontmoeting
| EK 2000 kwalificatie (Toftir, Faeröer, 9 juni 1999): |       |                                 |
| Faeröer                                              | 2 – 2 | Bosnië en Herzegovina           |
| Uni Arge 38' Uni Arge 49'                            | goals | 14' Elvir Bolić 50' Elvir Bolić |